# Catacomben van Rome

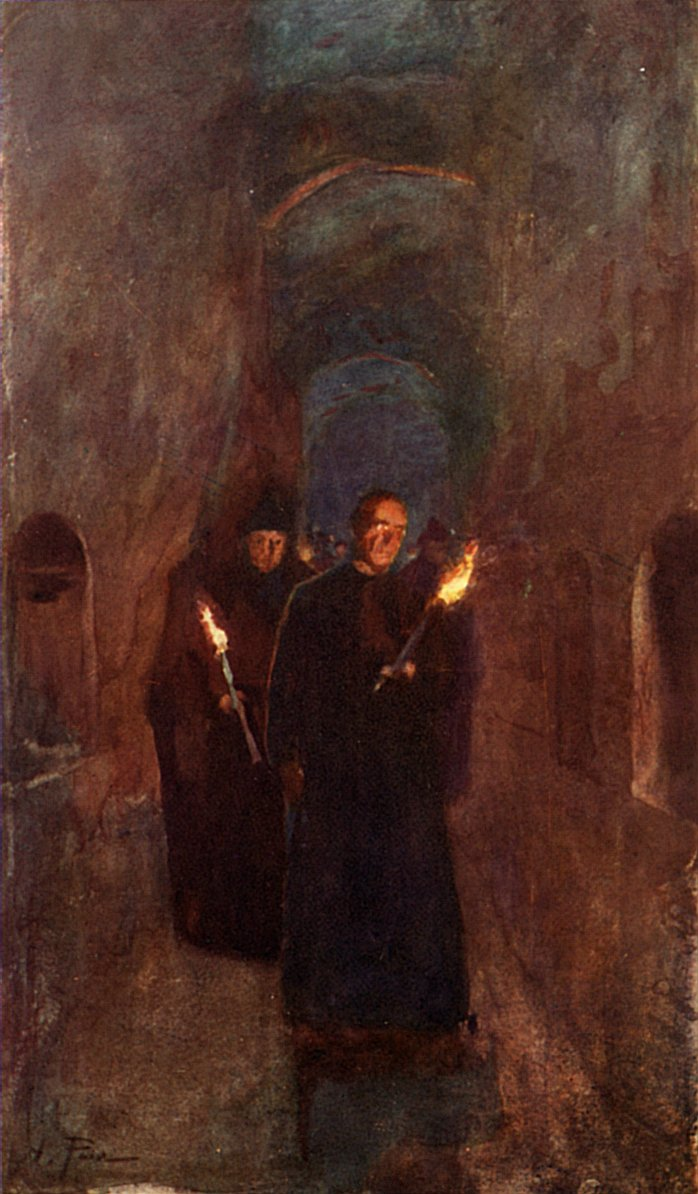
Processie in de Catacombe van Sint-Calixtus

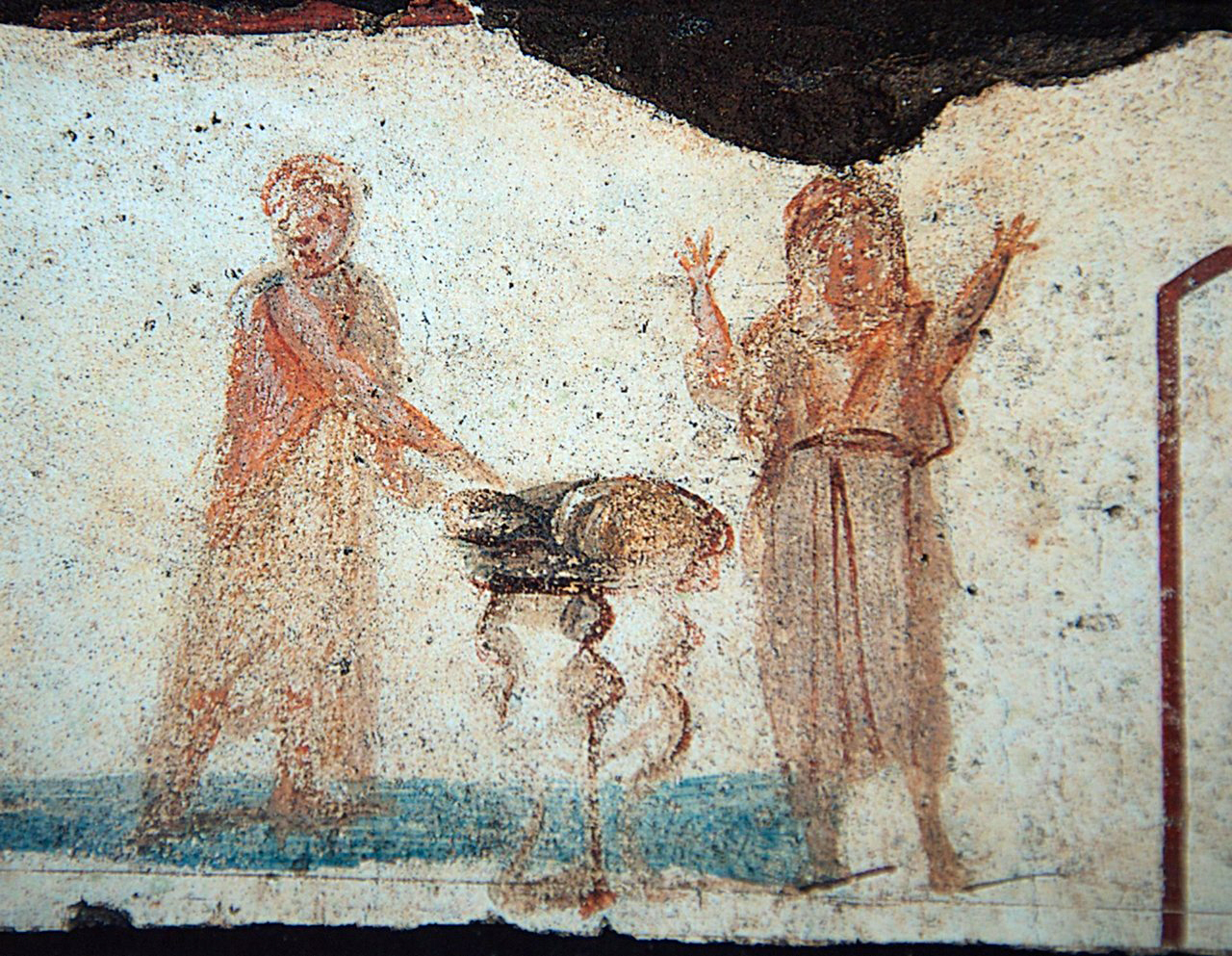
Een fresco uit de Catacombe van Sint-Calixtus

De Catacomben van Rome (Italiaans: Catacombe di Roma) zijn antieke catacomben, ofwel tunnelstelsels met ondergrondse begraafplaatsen onder en nabij Rome, Italië. Het zijn er minstens veertig, waarvan sommige pas in de tweede helft van de twintigste eeuw zijn ontdekt. Er zijn heidense, christelijke en joodse graven te vinden, soms in aparte catacomben, maar vaak ook gezamenlijk.
De ondergrond in Rome bestaat uit zachte tufsteen en het bleek gemakkelijk daarin tunnels uit te houwen. Ook bleek dat het gesteente na verloop van tijd uithardt als het wordt blootgesteld aan de lucht in de gangen. Veel tunnels zijn kilometers lang en ze hebben soms wel vier verdiepingen.

## Geschiedenis
In de nabijheid van de belangrijkste Romeinse weg, de Via Appia, bevond zich een laag gelegen terrein, dat werd aangeduid als catacumbas. Dit woord was afgeleid van het Griekse kata kumbas, wat bij de terreinglooiing betekent. Die naam ging over op een christelijke begraafplaats, die was ingericht in een steengroeve onder de nabijgelegen kerk van Sint Sebastiaan. De benaming "catacombe" ging vervolgens ook over op andere onderaardse begraafplaatsen in Rome, maar ook ver daarbuiten. De eerste catacomben werden gebruikt als begraafplaats en liturgische ruimten. In de zestiende eeuw werden de catacomben voor het eerst wetenschappelijk onderzocht, onder meer door de oudheidkundige Antonio Bosio (1575-1629). Vanaf de negentiende eeuw zijn de catacomben in Rome onderwerp van een meer systematischer en wetenschappelijker onderzoek. De aangetroffen niet-christelijke catacomben zijn vaak ouder dan de christelijke begraafplaatsen. In tegenstelling tot wat in de populaire cultuur uitgedragen wordt waren catacomben geen geheime schuiloorden voor christenen. De ligging en ingangen van de catacomben waren wel bekend. Het is slechts doordat ze in de vergetelheid waren geraakt dat men dacht dat ze geheim waren.

## Beschrijving
Catacomben bestaan uit ingewikkelde stelsels van gangen en vormen ware labyrinten. In de wanden zijn gaten uitgehakt, waarin de doden werden bijgezet. Deze eenvoudige grafnissen worden loculi genoemd en werden afgesloten met een plaat van terracotta of van marmer. Rijkere christelijke families hadden eigen grafkamers met rijkelijk versierde wanden. Zij hadden ook grotere graven, in de vorm van een boog. Een dergelijk booggraf werd een arcosolium genoemd. 
Grafkamers en arcosolia werden versierd met muurschilderingen, waarin zowel hellenistische als vroeg-christelijke motieven te vinden zijn. Vaak terugkerend zijn taferelen als een herder met zijn schapen, zowel refererend aan het verhaal van de Goede Herder als aan een pastoraal thema, dat ook in de Romeinse kunst te vinden is. Ook Bijbelse thema's zijn er te vinden, zoals de drie jongelingen in de vuuroven, Daniel in de leeuwenkuil, Jona en het zeemonster of de arme Job op de mestvaalt. Ook vindt men symbolen terug als het anker (de hoop), het kruis (het geloof) of de duif (de vrede). De vis verwijst naar het Griekse ichthus, symbool voor Jezus Christus. Ook vindt men er fresco's van de Maagd Maria met haar Kind. In Rome zijn slechts enkele van de vele catacomben voor het publiek opengesteld, die van San Callisto, San Sebastiano, San Domitilla, San Agnese en San Priscilla. Vanaf de tweede eeuw ontstonden er ook catacomben in Napels, Sicilië, Malta en Noord-Afrika, onder andere in Cyrene. In later eeuwen werden ook andere onderaardse kerkhoven en ossuaria als catacomben aangeduid, zoals die te Parijs.

## Lijst van Romeinse catacomben

### Via Aurelia
- Anonieme catacombe van Sint-Onofrio, ontoegankelijk
- Anonieme catacombe van Villa Pamphili, toegankelijk voor studiedoeleinden
- Anonieme catacombe van de Vigna Franceschini, toegankelijk voor studiedoeleinden
- Catacombe van Calepodius, toegankelijk voor studiedoeleinden
- Catacombe van Duo Felices, niet geïdentificeerd
- Catacombe van Processus en Martinianus, niet geïdentificeerd

### Via Vitellia
- Catacombe van Pancratius (of Catacombe van Ottavilla), bezoekbaar

### Via Portuensis
- Catacombe van Pontianus, toegankelijk voor studiedoeleinden
- Catacombe van Monteverde (joods), toegankelijk voor studiedoeleinden
- Catacombe van Generosa, op aanvraag te bezoeken

### Via Ostiensis
- Catacombe van Commodilla, op aanvraag te bezoeken
- Catacombe van Sint-Tecla, op aanvraag te bezoeken

### Via Ardeatina
- Catacombe van Balbina, toegankelijk voor studiedoeleinden
- Catacombe van Marcus en Marcellianus (of Catacombe van Basileus), toegankelijk voor studiedoeleinden
- Catacombe van Domitilla, bezoekbaar
- Catacombe van Nunziatella (of Catacombe van Annunziatella), toegankelijk voor studiedoeleinden

### Via Appia
- Catacombe van Sint-Calixtus, bezoekbaar (het hoofdgedeelte die bekend staat als de catacombe van Vigna Chiaraviglio kan op aanvraag worden bezocht)
- Hypogeum van Vibia (gemengd), op aanvraag te bezoeken
- Catacombe van Santa Croce, toegankelijk voor studiedoeleinden
- Catacombe van Pretextatus, op aanvraag te bezoeken
- Catacombe van Vigna Randanini (joods), op aanvraag te bezoeken
- Anonieme catacombe van Vigna Cimarra (joods), toegankelijk voor studiedoeleinden
- Catacombe van Sint-Sebastiaan, bezoekbaar

### Via Latina
- Catacombe van Gordianus en Epimachus (of Catacombe van Acqua Mariana), toegankelijk voor studiedoeleinden
- Hypogeum van Trebius Justus (misschien syncretisch), toegankelijk voor studiedoeleinden
- Catacombe van Apronianus, toegankelijk voor studiedoeleinden
- Hypogeum van Via Dino Compagni (misschien syncretisch), toegankelijk voor studiedoeleinden
- Anonieme catacombe van de Via Latina, toegankelijk voor studiedoeleinden
- Catacombe van Tertullinus, niet geïdentificeerd

### Via Labicana
- Hypogeum van de Aurelii (misschien gnostisch), op aanvraag te bezoeken
- Catacombe van Sint-Castulus, ontoegankelijk
- Anonieme catacombe van Vigna Apolloni (joods), ontoegankelijk
- Catacombe van Marcellinus en Petrus (of Catacombe ad duas lauros), bezoekbaar
- Catacombe van Sint-Zotico, toegankelijk voor studiedoeleinden

### Via Tiburtina
- Catacombe van Sint-Laurentius (of Catacombe van Cyriaca), op aanvraag te bezoeken
- Catacombe Catacombe van Santa Sinforosa (tegenwoordig op het grondgebied van Tivoli), ontoegankelijk

### Via Nomentana
- Catacombe van Nicomedes (of Catacombe van Villa Patrizi), ontoegankelijk
- Anonieme catacombe in Via dei Villini, toegankelijk voor studiedoeleinden
- Catacombe van Villa Torlonia (joods), toegankelijk voor studiedoeleinden
- Catacombe van Sint-Agnes, bezoekbaar
- Catacomba maggiore (Coemeterium Maius), op aanvraag te bezoeken
- Cimitero minore, toegankelijk voor studiedoeleinden
- Catacombe van Sint-Alexander, op aanvraag te bezoeken

### Via Salaria(nieuwe deel)
- Catacombe van Sint-Felicitas (of Catacombe van Massimo), op aanvraag te bezoeken
- Catacombe van Thrason, toegankelijk voor studiedoeleinden
- Catacombe van de Jordaniërs, toegankelijk voor studiedoeleinden
- Catacombe van Sint-Hilaria, toegankelijk voor studiedoeleinden
- Catacombe van Via Anapo, op aanvraag te bezoeken
- Catacombe van Priscilla, bezoekbaar

### Via Salaria(oude deel)
- Catacombe van Pamphilus, op aanvraag te bezoeken
- Anoniem hypogeum van Via Paisiello, toegankelijk voor studiedoeleinden
- Catacombe van Hermes (of Catacombe van Bassilla), op aanvraag te bezoeken
- Catacombe ad clivum Cucumeris, niet geïdentificeerd

### Via Flaminia
- Catacombe van Valentinus, toegankelijk voor studiedoeleinden

### Via Cornelia
- Vaticaanse Necropolis